# Francielle Manoel Alberto
Francielle Manoel Alberto (São Paulo, 18 oktober 1989) is een Braziliaans voetbalster, die momenteel uitkomt voor Santos FC, maar er op loon staat door haar echte club, Sky Blue FC. Met haar nationaal team nam ze op de Olympische Zomerspelen van 2008 de zilveren medaille. Op de Wereldkampioenschap voetbal voor vrouwen in 2011, scoorde ze een penalty. Ze scoorde voor het nationaal team op de Olympische Zomerspelen van 2012 tegen Kameroen.